# Laura van der Heijden
Laura van der Heijden (født 27. juni 1990 i Amersfoort) er en hollandsk håndboldspiller, der spiller for Chambray Touraine Handball. Hun kom til klubben i 2018. Hun har tidligere optrådt for VOC Amsterdam, VfL Oldenburg, Ferencváros TC og danske Team Esbjerg
Hun fik debut på det hollandske A-landshold i 2007 som 17-årig.

## Eksterne  henvisninger
- Laura van der Heijdens opslag i Munzinger Sportsarchiv (tysk)
- Laura van der Heijdens profil på Olympics.com (engelsk)
- Laura van der Heijdens profil på Sports-Reference OL-resultater (arkiveret) (engelsk)
- Laura van der Heijdens profil på Olympedia (engelsk)
- Laura van der Heijdens profil hos Det Europæiske Håndboldforbund (engelsk)
- Laura van der Heijdens profil hos IHF (engelsk)